# Бехнам Мехдізаде
Бехнам Мехдізаде (перс. بهنام مهدی زاده; нар. 1 вересня 1988) — іранський борець греко-римського стилю, триразовий чемпіон чемпіонатів Азії, чемпіон Азійських ігор, дворазовий чемпіон та дворазовий бронзовий призер Кубків світу, бронзовий призер чемпіонату світу серед військовослужбовців.

## Життєпис
Боротьбою почав займатися з 2004 року.
Виступав за борцівський клуб з Тегерана. Тренер — Мехдізаде.

## Спортивні результати на міжнародних змаганнях

### Виступи на Чемпіонатах світу
| Змагання                        | Збірна | Вагова категорія                  | Місце |
| ------------------------------- | ------ | --------------------------------- | ----- |
| Чемпіонат світу з боротьби 2014 | Іран   | греко-римська боротьба, до 130 кг | 8     |

### Виступи на Чемпіонатах Азії
| Змагання                       | Збірна | Вагова категорія                  | Місце  |
| ------------------------------ | ------ | --------------------------------- | ------ |
| Чемпіонат Азії з боротьби 2014 | Іран   | греко-римська боротьба, до 130 кг | Золото |
| Чемпіонат Азії з боротьби 2017 | Іран   | греко-римська боротьба, до 130 кг | Золото |
| Чемпіонат Азії з боротьби 2018 | Іран   | греко-римська боротьба, до 130 кг | Золото |

### Виступи на Азійських іграх
| Змагання                        | Збірна | Вагова категорія                  | Місце  |
| ------------------------------- | ------ | --------------------------------- | ------ |
| Азійські ігри в приміщенні 2017 | Іран   | греко-римська боротьба, до 130 кг | Золото |

### Виступи на Кубках світу
| Змагання                    | Збірна | Вагова категорія                  | Місце  |
| --------------------------- | ------ | --------------------------------- | ------ |
| Кубок світу з боротьби 2014 | Іран   | греко-римська боротьба, до 130 кг | Золото |
| Кубок світу з боротьби 2015 | Іран   | греко-римська боротьба, до 130 кг | Бронза |
| Кубок світу з боротьби 2016 | Іран   | греко-римська боротьба, до 130 кг | Золото |
| Кубок світу з боротьби 2017 | Іран   | греко-римська боротьба, до 130 кг | Бронза |

### Виступи на Чемпіонатах світу серед військовослужбовців
| Змагання                                                  | Збірна | Вагова категорія                  | Місце  |
| --------------------------------------------------------- | ------ | --------------------------------- | ------ |
| Чемпіонат світу з боротьби серед військовослужбовців 2018 | Іран   | греко-римська боротьба, до 130 кг | Бронза |

### Виступи на інших змаганнях
| Змагання                                    | Збірна | Вагова категорія                  | Місце  |
| ------------------------------------------- | ------ | --------------------------------- | ------ |
| Кубок Ядегара Імама 2011                    | Іран   | греко-римська боротьба, до 120 кг | 9      |
| Кубок Ядегара Імама 2012                    | Іран   | греко-римська боротьба, до 120 кг | Бронза |
| Кубок Президента Казахстану з боротьби 2012 | Іран   | греко-римська боротьба, до 120 кг | Срібло |
| Турнір Вехбі Емре 2013                      | Іран   | греко-римська боротьба, до 120 кг | 8      |
| Кубок Ядегара Імама 2013                    | Іран   | греко-римська боротьба, до 120 кг | Срібло |
| Золотий Гран-прі з боротьби 2013 (Баку)     | Іран   | греко-римська боротьба, до 120 кг | 5      |
| Кубок Ядегара Імама 2014                    | Іран   | греко-римська боротьба, до 130 кг | Срібло |
| Турнір Вехбі Емре і Гаміта Каплана 2015     | Іран   | греко-римська боротьба, до 130 кг | Бронза |
| Меморіал Болата Турлиханова 2015            | Іран   | греко-римська боротьба, до 130 кг | 5      |
| Золотий Гран-прі з боротьби 2015            | Іран   | греко-римська боротьба, до 130 кг | Бронза |
| Кубок Тахті 2016                            | Іран   | греко-римська боротьба, до 130 кг | Бронза |
| Кубок Тахті 2017                            | Іран   | команда                           | Золото |
| Кубок Тахті 2018                            | Іран   | греко-римська боротьба, до 130 кг | Золото |
| Турнір Г. Картозія і В. Балавадзе 2018      | Іран   | греко-римська боротьба, до 130 кг | 8      |